# 삼척해변역
삼척해변역(Samcheok Haebyeon station, 三陟海邊驛)은 강원특별자치도 삼척시 갈천동에 위치한 삼척선의 철도역이다. 2001년 7월 1일에 후진역(後津驛)으로 개통되었으나, 어감상의 이유로 2003년 1월 1일에 삼척해변역으로 명칭을 변경하였다. 역 앞에 삼척해수욕장이 있다.

## 구조
| １
단선 승강장이다.

## 역사
- 1944년 2월 11일 : 무배치간이역으로 후진역 신설.[1]
- 1967년 9월 1일 : 을종승차권 대매소로 지정[2]
- 1992년 6월 22일 : 역 폐지[3]
- 2001년 7월 1일 : 무배치간이역으로 다시 신설.[4]
- 2003년 1월 1일 : 후진역을 삼척해변역으로 개명.[5]
- 2019년 6월 3일 : 삼척역 여객 취급 중지로, 바다열차의 시종착역이 됨
- 2023년 12월 26일 : 여객 취급 중지
- 2025년 1월 1일 : 여객 취급 재개
- 2025년 12월 : KTX-이음 운행 개시 (예정)

### 승강장
| 삼척  |
|       |
| 추암↓ |

| 승강장 | 삼척선 |  | 강릉 방면 |